# Rue Pierre-Semard
La rue Pierre-Semard est une voie du 9e arrondissement de Paris, en France.

## Situation et accès

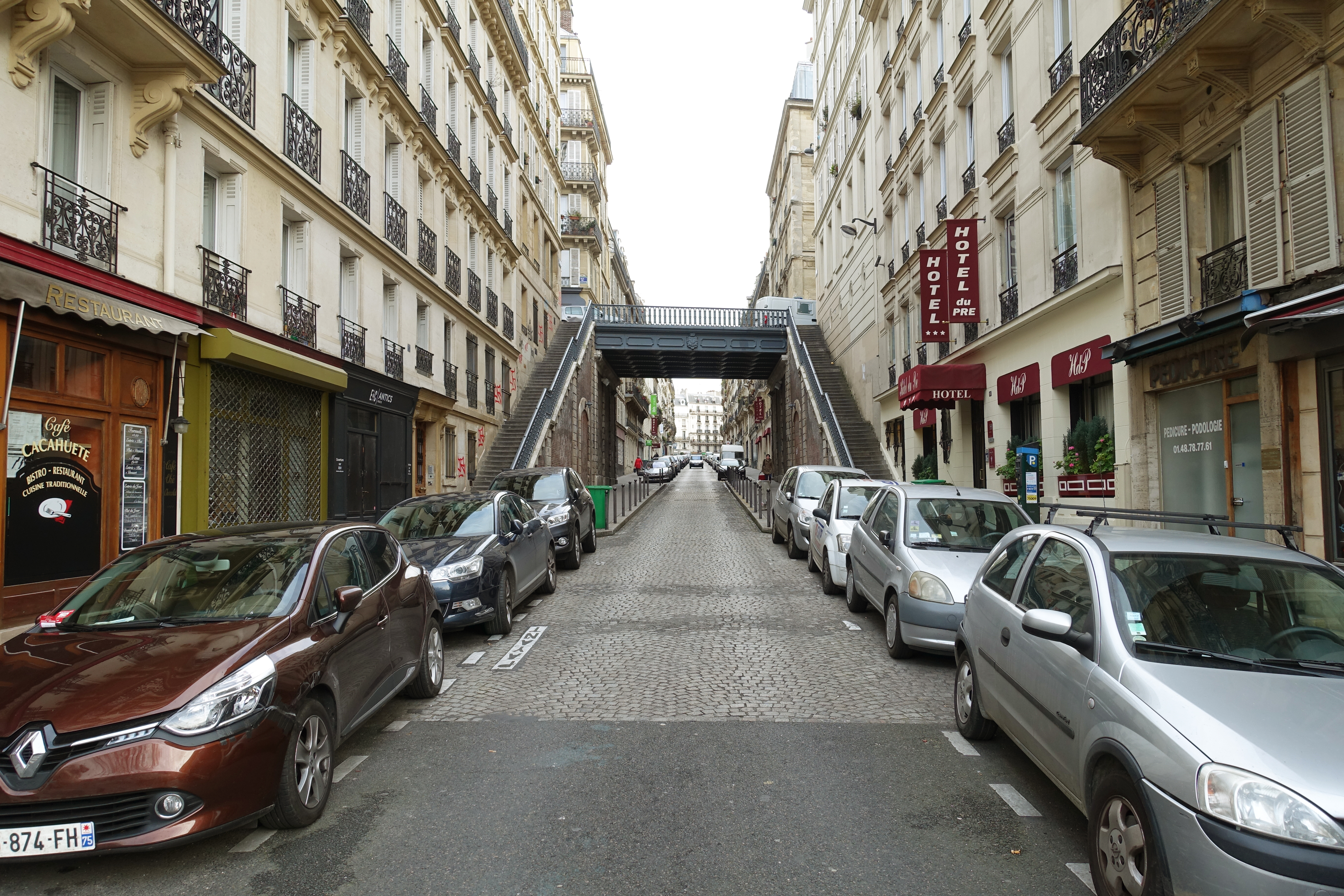
La rue Pierre-Semard avec la rue Marie-Éléonore-de-Bellefond qui lui passe au dessus, sur le pont.

La rue Pierre-Semard est une voie publique située dans le 9e arrondissement de Paris. Elle débute au 81, rue La Fayette et se termine au 23, rue d'Abbeville.
Cette rue présente la particularité de passer au-dessous du pont de la rue Marie-Éléonore-de-Bellefond.

## Origine du nom
La rue rend hommage à Pierre Semard (1887-1942) syndicaliste, secrétaire général de la Fédération des cheminots et dirigeant du PCF.

## Historique
Ouverte en 1862, entre les rues La Fayette et de Bellefond, elle reçut à cette époque le nom de « rue Baudin », du nom de l'amiral Charles Baudin.
La partie entre la rue de Bellefond et les rues de Maubeuge et d'Abbeville fut ouverte par décret du 7 août 1865.
Elle prend sa dénomination actuelle par arrêté du 18 décembre 1944. 

## Bâtiments remarquables et lieux de mémoire
- Square Montholon.

## Sources
- Jacques Hillairet, Dictionnaire historique des rues de Paris.